# Jaime Levy
Jaime Levy é uma escritora americana, palestrante, designer de interfaces, e estrategista de experiência do usuário. Ficou conhecida nos anos 1990 por seus projetos inovadores de novas mídias. Seus projetos mais notáveis incluem o disquete distribuído com o álbum Cyberpunk de Billy Idol, uma revista on-line WORD, e uma série de desenhos animados on-line, CyberSlacker.

## Formação
Jaime nasceu em 8 de março de 1966 em Hollywood, Califórnia, e cresceu em San Fernando Valley. Em 1988, ela se graduou Bacharel em Artes pela Universidade Estadual de São Francisco. Em 1990, ela obteve seu mestrado pelo Programa de Telecomunicações Interativas da Universidade de Nova York, onde ela mais tarde passou sete anos como professora de meio período. Atualmente ministra um curso de pós-graduação em design e estratégia de experiência de usuário na Escola de Engenharia Viterbi, localizada na Universidade do Sul da Califórnia (USC).

## Carreira
Sua carreira começou em 1990 com a criação das revistas eletrônicas Cyber Rag e Electronic Hollywood. Eles foram programados em HyperCard e Macromedia Director e distribuídos em disquetes de 800K. Para aumentar as vendas desses disquetes em livrarias e por correspondência, ela alavancou sua publicidade através de inúmeras publicações impressas e TV.
Em 1993, trabalhou para a EMI Records, onde projetou, animou e programou o primeiro kit de imprensa interativo (IPK) lançado comercialmente para o digipack do CD Cyberpunk de Billy Idol. O projeto integrou, em uma única experiência, amostras, vídeo digitalizado, hipertexto e animação interativa. Em seguida lançou um livro eletrônico animado, Ambulance, que foi escrito por Monica Moran, com música de Mike Watt da banda Minutemen e arte de Jaime Hernandez, de ‘Love and Rockets’.
Em 1994, enquanto trabalhava na IBM como designer de interfaces, ela começou a organizar salas de "CyberSlacker" para programadores e animadores em seu loft no East Village. Em 1995, ela assumiu a posição de diretora de criação na Icon CMT, onde pode se concentrar na criação da revista online WORD. A revista recebeu reconhecimento nacional pelo seu design e narrativa vanguardistas. Ela foi reconhecida pela ‘Newsweek’ como uma das 50 principais pessoas para seguir no ciberespaço e no ‘Good Morning America’, uma das "Mais Poderosas Vinte e Alguns Anos da América".
Quando a era das ponto.com decolou, ela se tornou consultora independente. Em 1996, ela projetou um ambiente gráfico multi-usuário chamado ‘Malice Palace’ usando o software ‘The Palace’. Instalado em uma San Francisco pós-apocalíptica, os usuários podiam conversar em tempo real e interagir com robôs retratados como pessoas sem teto. Estampas do ‘Malice Palace’ foram exibidas em um show coletivo intitulado "Channel 3" na ‘Team Gallery’, em Nova York, ao lado de Tracey Emin, Erik Brunetti e Pedro Ortuno.
Em 1997, sua start-up, com base no ‘Silicon Alley’, chamada ‘Electronic Hollywood’, recebeu um investimento anjo. [18] Nos cinco anos seguintes, sua empresa se concentrou em web design, publicidade interativa e desenvolvimento de conteúdo original. A produção de maior prestígio foi o CyberSlacker, série de desenhos animados em Flash, que ganhou o prêmio Flash Animation. Ela apareceu no documentário ‘Home Page’, de 1999, de Doug Block e sua história foi narrada no livro Gig.
Não muito tempo depois que a bolha das ponto.com estourou, ela fechou a ‘Electronic Hollywood’ e retornou a Los Angeles. De 2002 para cá, ela ressurgiu como professora universitária, autora e estrategista de design de experiência do usuário. Em 2010, ela fundou sua segunda empresa, JLR Interactive.

## Obras publicadas

### Livros
- 2015. UX Strategy: How to Devise Innovative Digital Products that People Want ISBN 978-1449372866

### Artigos
- The Four Tenets of UX Strategy (2015, December). UXMatters[25]
- Imagining the YouTube Model for Interactive Television.(2007). In Lugmayr, A., & Golebiowski (Eds.) Interactive TV: A Shared Experience TICSP Adjunct Proceedings of EuroITV 2007. (p. 270-274). Amsterdam, Netherlands: Tampere International Center for Signal Processing[26].
- Six Weeks at the Smut Factory: Inside an Adult DVD Authorizing House. (2003, October). Medialine Magazine, p. 40-41[27].
- The Small World of Games on DVD: Video. (2004, February). Medialine Magazine, p. 34-35[28].
- Studio Pro vs. Scenarist: Is DVD Authorizing Destined for the Desktop? (2004, May). Medialine Magazine, p. 34-36[29].